# Der fliegende Tod
Der fliegende Tod è un film muto del 1920 diretto da Alfred Tostary.

## Produzione
Il film fu prodotto dalla A.S. Nordkap-Film (Berlin).

## Distribuzione
Il visto di censura risale all'8 settembre 1920. Non si conoscono altri dati certi del film.